# Pterygotrigla ryukyuensis
Pterygotrigla ryukyuensis és una espècie de peix pertanyent a la família dels tríglids.

## Descripció
- Fa 30 cm de llargària màxima.
- Clatell sense escates.
- Pit i ventre amb escates.
- No presenta taques al dors.[4][5]

## Hàbitat
És un peix marí i demersal que viu fins als 500 m de fondària.

## Distribució geogràfica
Es troba des de les illes Ryukyu fins al mar de la Xina Meridional i Indonèsia. També és present al nord-oest d'Austràlia i el mar d'Arafura.

## Costums
És bentònic.

## Observacions
És inofensiu per als humans.